# Garrett TPF351
O Garrett TPF351 foi um motor turboélice projetado pela Garrett AiResearch da Honeywell Aerospace. Iniciado pela Garrett em Outubro de 1987, o motor TPF351-20 foi selecionado pela Embraer para motorizar o Embraer CBA-123, uma aeronave regional de alta velocidade. Foi testado pela primeira vez no dia 19 de Maio de 1989 e então testado em solo e em voo em um Boeing 720 modificado em julho de 1990. O primeiro protótipo do CBA-123 foi testado em Julho de 1990, seguido por um voo realizado no Show Aéreo Internacional de Farnborough em Setembro do mesmo ano. Ambos os programas foram cancelados em 1994.

## Projeto
Foi construído com base no TPE331-14 de 1,310 kW (1,760 hp) que motorizava o Jetstream 41, mantendo seu sistema de combustor e turbina de alta pressão, já do tamanh correto. O compressor centrífugo de dois estágios é uma versão maior do utilizado no turbofan Garrett F109 que motoriza os treinadores Fairchild T-46 e Promavia Jet Squalus.
Foi o primeiro turboeixo de turbina livre da Garrett, evitando o uso de uma caixa de redução e permitindo uma partida mais fácil, uma vez que o gerador de gás é desconectado da turbina. A turbina de alta pressão gira a 31.500 rpm enquanto o eixo de baxa pressão a 19.444, reduzido para 1.700 na hélice: uma razão de redução de 11.4.
É montado em seis módulos: caixa de acessórios, compressor, combustor, turbina geradora de gás, turbina e caixa de redução da hélice. O FADEC tem uma proteção de limite de torque, sincronização das hélices, embandeiramento e reinício automático. Poderia ser utilizado em versões maiores do Beech Starship ou Piaggio Avanti.